# Graderingstal
Graderingstal är en geologisk term som relaterar till en kornfördelningskurvas lutning. Talet definieras som kvoten mellan kornstorleken för 60% respektive 10% viktmängd: {\displaystyle C_{U}=d_{60}/d_{10}}.